# Armata sovietică de ocupație din București
Armata sovietică de ocupație din București se referă la forțele armate care au ocupat Bucureștiul după anul 1944 (până în 1958 când au fost retrase toate forțele armate sovietice de ocupație din România).. Pe 10 februarie 1947, se semnează Tratatul de Pace de la Paris, dar  României i s-a negat statutul de co-beligerant. Trupele sovietice urmau să staționeze pe teritoriul României 90 de zile, dar în realitate au rămas până în 1958. 
Rapoartele Poliției Capitalei din perioada 25 decembrie 1944 - 20 februarie 1945 prezintă o serie de abuzuri comise de trupele rusești.